# 납작쌀

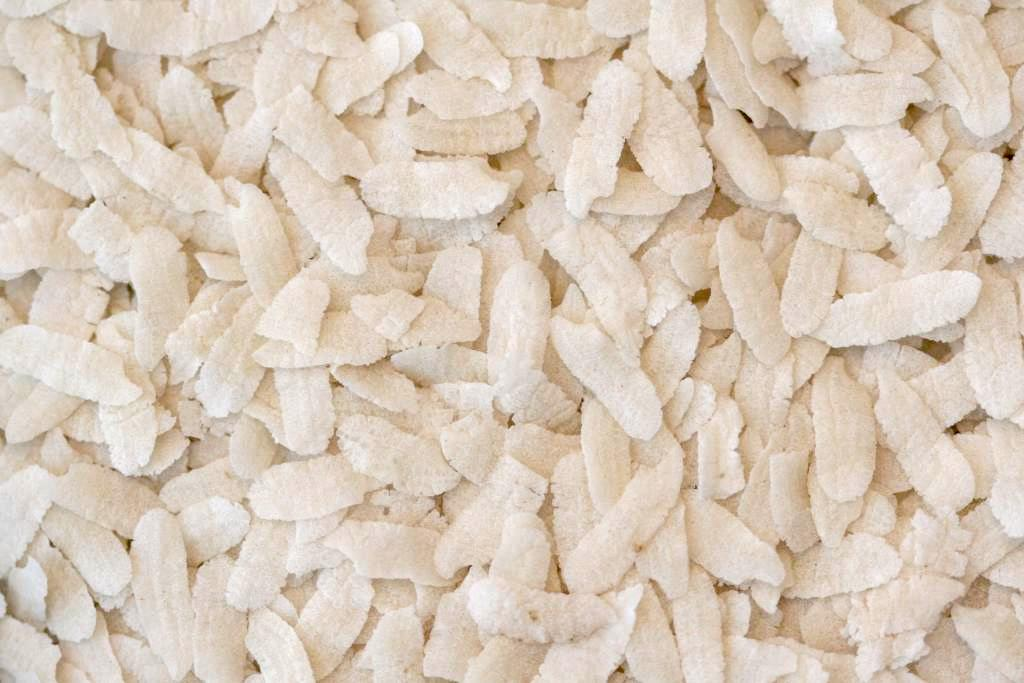
납작쌀

납작쌀은 익힌 뒤 납작하게 눌러 펴서 말린 쌀이다.

## 이름
남아시아에서 아발(타밀어: அவல், 말라얄람어: അവൽ), 아발라키(칸나다어: ಅವಲಕ್ಕಿ), 아투쿨루(텔루구어: అటుకులు), 추라(오리야어: ଚୁଡ଼ା), 치브라(힌디어: चिवड़ा), 치우라(네팔어: चिउरा), 칭라(벵골어: চিঁড়া), 파웅아(구자라트어: પૌંઆ), 포하(펀자브어: ਪੋਹਾ), 포헤(마라티어: पोहे) 등으로 불린다.

## 같이 보기
- 꼼
- 찐쌀